# Kiko Seike
Kiko Seike (清家 貴子, Seike Kiko, Tokio, 8 augustus 1996) is een Japans voetbalster die als verdediger speelt bij Urawa Reds.

## Clubcarrière
Seike begon haar carrière in 2014 bij Urawa Reds.

## Interlandcarrière
Seike maakte op 11 december 2019 haar debuut in het Japans vrouwenvoetbalelftal tijdens een wedstrijd om het Oost-Aziatisch kampioenschap voetbal tegen Chinees Taipei. Ze heeft 2 interlands voor het Japanse elftal gespeeld en scoorde daarin 1 keer.

## Statistieken
| Japans vrouwenvoetbalelftal | Japans vrouwenvoetbalelftal | Japans vrouwenvoetbalelftal |
| Jaar                        | Wed.                        | Dlp.                        |
| --------------------------- | --------------------------- | --------------------------- |
| 2019                        | 2                           | 1                           |
| Totaal                      | 2                           | 1                           |